# Muhammad Ali al-Abid
Muhammad Ali al-Abid —àrab: محمد علي العابد, Muḥammad ʿAlī al-ʿĀbid— (Damasc, 1867 - Roma, 22 octubre 1939) fou un polític sirià que va arribar a president de la República Siriana (1932-1936). Era fill d'Ahmad Izzat al-Abid, un antic conseller de l'Imperi Otomà que després de 1909 va viure a Gran Bretanya, França i Suïssa i va tenir negocis destacats a Síria i altres llocs que li van permetre acumular considerable riquesa.

## Joventut
El jove Muhammad Ali va estudiar inicialment a Damasc i després a Beirut i parlava fluidament turc, àrab i francès. Després de graduar-se se'n va anar amb la seva família a Constantinoble, on va seguir estudiant a la prestigiosa Escola Superior de Galatasaray i després va estudiar lleis a París; després de graduar-se va estudiar jurisprudència islàmica.

## Al servei de l'Imperi Otomà
Com el seu pare, Muhammad Ali va servir l'Imperi Otomà en temps del sultà Abdulhamid II i va arribar a ser conseller del sultà, cap dels serveis secrets, governador de la ciutat de Mossul i el 1908 ambaixador als Estats Units; després de la revolució de 1908 va tornar a Constantinoble, però va emigrar ràpidament a Europa (1909-1915) i Egipte (1915-1920). Va retornar a Damasc el 1920 i però no va tenir activitat política destacada a Síria durant els primers anys de mandat francès; el 1922 fou designat ministre de finances.

## President de Síria
El 19 de novembre de 1931 l'Alt Comissionat francès Henri Ponsot va nomenar Léon Solomiac al front del govern i va anunciar la celebració d'eleccions generals pels mesos de desembre de 1931 i gener de 1932. En aquestes eleccions al-Abid es va presentar com a independent i fou elegit. El partit majoritari era el Bloc Nacional, que va aconseguir 17 escons (sobre 69) i la resta eren personalitats profranceses i independents. D'acord amb la constitució era el Parlament el que havia d'elegir el president i l'expresident Tadj al-Din al-Hasani aspirava a ser nomenat, però no va tenir el consens de França i el Parlament. Finalment es va arribar a un acord que va designar al-Abid com a candidat de compromís per a la presidència l'11 de juny de 1932. Va nomenar primer ministre Haqqi Bay al-Azm, que segons la constitució marcava la política siriana.
La principal tasca política d'al-Abid en el seu mandat fou la negociació del tractat entre França i Síria. L'expresident Tadj al-Din al-Hassani va protestar als francesos, als que va acusar de no complir els tractes que preveien que l'havien d'afavorir per exercir la presidència (a canvi d'afavorir políticament a França), aconseguint ser nomenat primer ministre pel president el 16 de març de 1934, però aquest gabinet va provocar manifestacions als carrers immediatament (17 de març) que es van estendre per totes les ciutats de Síria. El Bloc Nacional va acabar convocant una vaga general per demanar la seva dimissió i un canvi en la política francesa, vaga que va durar seixanta dies durant els quals el comerç va quedar totalment desorganitzat i tot i que milers de sirians foren detinguts i empresonats a presons de la frontera siriana amb Turquia, la vaga es va sostenir. Al-Hassani va fer empresonar líders del Bloc com Saadallah al-Jabiri d'Alep i Fakhri al-Barudi de Damasc; Shukri al-Quawatli i Nasib al-Bakri, dos líders de Damasc, foren posats sota arrest domiciliari. Aquesta situació comprometia els francesos, que finalment van fer dimitir al-Hassani el 24 de febrer de 1936 i els líders del Bloc foren convidats a converses a París.
Després del tractat franco-sirià de setembre de 1936 es van celebrar noves eleccions el novembre de 1936 on el Bloc Nacional va obtenir una àmplia victòria i el president al-Abid va dimitir per facilitar que el nou Parlament elegís com a president el cap del bloc Hashim al-Atassi, que el dia 21 de desembre de 1936 va substituir al-Abid. Aquest va emigrar a França. Va morir d'un atac de cor en un hotel de Roma el 22 octubre 1939.